# Клир Лејк (Ајова)
Клир Лејк (енгл. Clear Lake) град је у америчкој савезној држави Ајова. По попису становништва из 2010. у њему је живело 7.777 становника.

## Демографија
Према попису становништва из 2010. у граду је живело 7.777 становника, што је -384 (-4.7%) становника више него 2000. године.
| Група             | 2000.         | 2010.         |
| Белци             | 7.851 (96,2%) | 7.361 (94,7%) |
| Афроамериканци    | 22 (0,3%)     | 35 (0,5%)     |
| Азијати           | 75 (0,9%)     | 95 (1,2%)     |
| Хиспаноамериканци | 152 (1,9%)    | 174 (2,2%)    |
| Укупно            | 8.161         | 7.777         |